# 윌리엄 걸

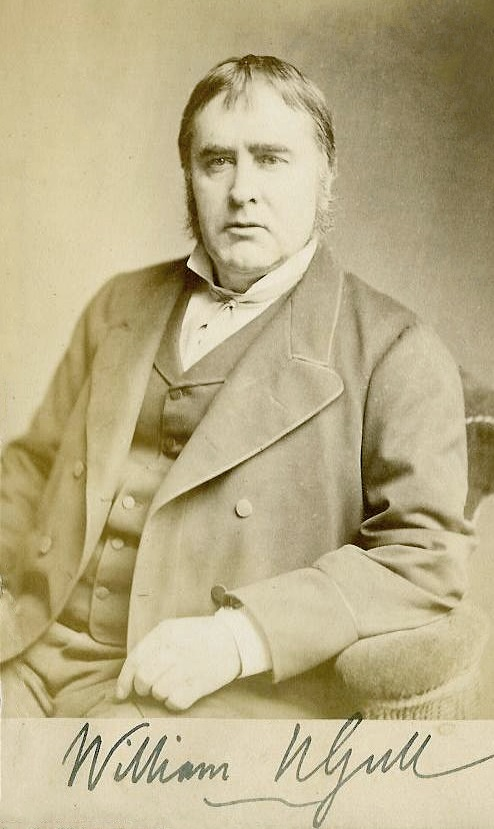
준남작 윌리엄 위시 걸 경

제1대 준남작 윌리엄 위시 걸 경(Sir William Withey Gull, 1st Baronet, 1816년 12월 31일 - 1890년 1월 29일)은 19세기 잉글랜드의 의사다. 한미한 집안 출신이었으나 병원장으로 출세하였다. 1871년 영국 왕세자(훗날의 에드워드 7세)가 티푸스열로 숨이 넘어가는 것을 살려낸 공로로 준남작 작위를 받고 빅토리아 여왕의 주치의가 되었다.
걸은 의사로서 출세했을 뿐 아니라 점액수종, 브라이트병, 대마비, 신경성 식욕부진증 등에 대한 연구로 해당 질환들의 이해에 기여한 의학자이기도 했다.
1970년대에 걸과 프리메이슨을 엮어 걸이 잭 더 리퍼의 정체였다는 음모론이 등장했지만, 학자들은 이 주장을 기각하고 있다. 화이트채플 살인사건 당시 걸은 이미 71세였고 노환으로 운신이 힘들었다. 하지만 그래픽노블 『프롬 헬』을 비롯해서 이 가설을 채택한 창작물이 여럿 있다.